# Paróquias de Barbados
O país de Barbados está atualmente subdividido em sub-regiões conhecidas como paróquias.  De acordo com a Lei do Parlamento de Barbados são oficialmente denominadas como "Paróquia de ("nome da Paróquia") ao contrário da convenção de estilo de nomeação com o nome "Paróquia" vindo depois do nome. As áreas são chamadas parishes por causa da história da ilha religiosa Anglicana sob a Igreja da Inglaterra. Este sistema de igrejas paroquiais era baseado no sistema de divisão da Igreja da Inglaterra e era a expressão visível formando a base da representação parlamentar, em Barbados. O tamanho diferente e a forma de cada Paróquia foram influenciados principalmente pelas propriedades de mega plantação de algodão, cana de açúcar e tabaco que existiram durante os anoscoloniais de Barbados. Como vários chaples of ease foram criadas durante o século XVII em toda a ilha, algumas igrejas locais foram elevadas ao status de igreja paroquial, levando à formação de novas paróquias vizinhas as sacristias recém-criadas.
Até 1629, os colonos ingleses após o desembarque em James Town formaram seis paróquias originais na ilha que foram:
- Christ Church,
- Saint James,
- Saint Lucy,
- Saint Michael,
- Saint Peter e
- Saint Thomas.

Em 1645, a posse de terra de Barbados aumentou e a forma das seis originais foram reconfiguradas dando lugar a um adicional de cinco paróquias:
- Saint Andrew,
- Saint George,
- Saint John,
- Saint Joseph e
- Saint Philip.

Assim, Barbados foi convertida nas onze paróquias atuais de hoje. Como era comum no sistema britânico, cada paróquia tinha uma única igreja paroquial principal (ou catedral no caso de Bridgetown sendo elevada ao status de cidade), que agia como uma espécie de capital para cada paróquia. As paróquias mantiveram seus próprios conselhos de governo local até que estes fossem abolidos em 1959, após uma breve experiência administrativa distrital em Barbados até 1967.

## Hoje
A capital do país, Bridgetown, localizada na paróquia de Saint Michael, pode um dia ser transformada em seu próprio município. Dentro do país, as viagens são irrestritas a todos que se deslocam de paróquia para paróquia. Com o aumento da expansão urbana e novos projetos de construção em todo o país, muitos bairros e até as fronteiras paroquiais hoje estão mal definidas.
As onze paróquias são:
| Nr. | Paróquia      | Antigas Capitais | Área de terra (km²) | População (Censo 2000) | Densidade km−2 |
| --- | ------------- | ---------------- | ------------------- | ---------------------- | -------------- |
| 1   | Christ Church | Oistins          | 57                  | 49,498                 | 868.4          |
| 2   | Saint Andrew  | Greenland        | 36                  | 5,254                  | 145.9          |
| 3   | Saint George  | Bulkeley         | 44                  | 17,868                 | 406.1          |
| 4   | Saint James   | Holetown         | 31                  | 22,742                 | 733.6          |
| 5   | Saint John    | Four Roads       | 34                  | 8,873                  | 261.0          |
| 6   | Saint Joseph  | Bathsheba        | 26                  | 6,805                  | 261.7          |
| 7   | Saint Lucy    | Crab Hill        | 36                  | 9,328                  | 259.1          |
| 8   | Saint Michael | Bridgetown       | 39                  | 83,684                 | 2,145.7        |
| 9   | Saint Peter   | Speightstown     | 34                  | 10,699                 | 314.7          |
| 10  | Saint Philip  | Crane            | 60                  | 20,540                 | 342.3          |
| 11  | Saint Thomas  | Hillaby          | 34                  | 11,590                 | 340.9          |
|     | Barbados      | Bridgetown       | 431                 | 250,012                | 580,1          |